# Jinovatka

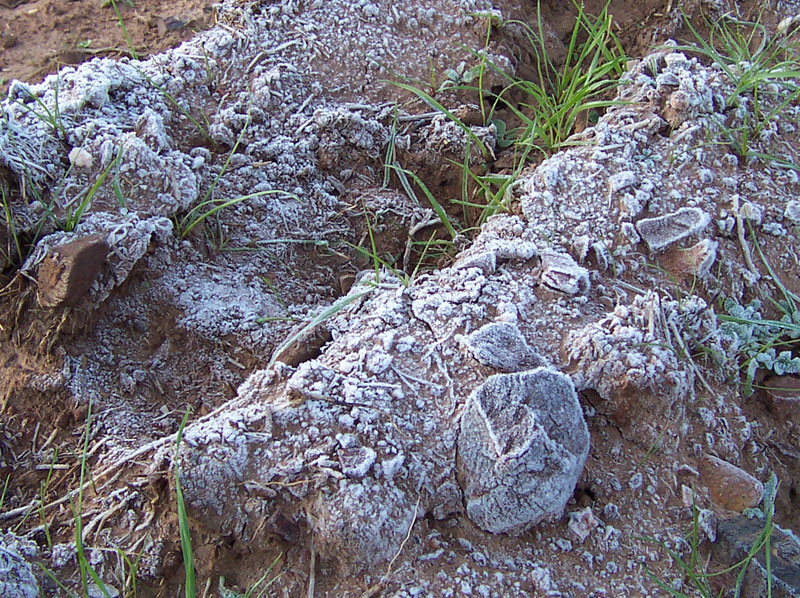
Jinovatka na zemi

Jinovatka nebo krystalická námraza je krystalický ledový potah pevných povrchů vznikající desublimací zejména při mlze a slabém větru za teplot nižších než −8 °C. Tvoří se například na trávě, na větvích stromů nebo střechách budov.
Podmínkou pro vytváření jinovatky je ochlazení pevných těles pod bod srážlivosti (jeho hodnota závisí na teplotě, vlhkosti a atmosférickém tlaku). Pokud je tato podmínka splněna, vzniká pod bodem mrazu jinovatka, nad bodem mrazu rosa. Jinovatka není nebezpečná pro rostliny ani nepůsobí škody na elektrických vedeních a v leteckém provozu.